# Марко Гудурић
Марко Гудурић (Прибој, 8. март 1995) српски је кошаркаш. Игра на позицији бека, а тренутно је играч Олипије из Милана.

## Играчка каријера

### Млађе категорије
Гудурићев отац се бавио фудбалом, па је и сам Марко кренуо прво да се бави тим спортом. Ипак убрзо се пребацио на кошарку и почео да тренира у КК Прибој. Касније је прешао у приватни клуб Драмини, али се убрзо вратио у матични клуб. Године 2010. се преселио у Београд и отишао на пробу у ФМП-у где није прошао. Након тога је прешао у Партизан, где је провео једну сезону, а затим је уследио позив из Железника и Марко се поново обрео у ФМП-у који је те године склопио сарадњу са Црвеном звездом. Две године заредом учествовао је на Евролигином јуниорском турниру и то у сезонама 2011/12. и 2012/13. Нарочито се истакао у 2012/13, када је био један од носиоца игре истакавши се пре свега у прецизном шуту за три поена, са процентом преко 50%.

### ФМП
Прве сениорске утакмице одиграо је у припремном периоду за сезону 2013/14. и то за Црвену звезду, за коју потписује први професионални уговор. Ипак због велике конкуренције на бековским позицијама бива прослеђен ФМП-у где је играо Кошаркашку лигу Србије под тренерском палицом Милана Гуровића. Из те прве сениорске сезоне остаће упамћена утакмица у Купу Радивоја Кораћа против Партизана (95:89) на којој је убацио 16 поена. Наступајући за ФМП у Кошаркашкој лиги Србије 2013/14. остварио је учинак од 9,9 поена, и 3,9 скокова на 24 утакмице, да би у Суперлиги Србије 2014. на 13 мечева забележио 134 поена, 54 скока, 21 асистенцију и 14 украдених лопти (осми у лиги са просеком од 1,08).
И следећу сезону припреме је одрадио са Црвеном звездом али је остатак сезоне провео у ФМП-у. Био је уочљив његов напредак где је постао један од најбитнијих играча у тиму и показао велико умеће. Тренер Гуровић је као и код других играча највише утицао да побољша шут, па је уз технику постао комплетан офанзивни играч. У сезони 2014/15. најпре је у Кошаркашкој лиги Србије био четврти стрелац са 15,6 поена по мечу, други по индексу (19,4), осми у асистенцијама (просек 3,3) и украденим лоптама (1,59 по утакмици). ФМП се лако пласирао у Суперлигу Србије, а Гудурић је и тамо био четврти стрелац са 12,6 поена у просеку. Укупно је у Суперлиги 2015. године забележио 177 поена, 58 скокова, 30 асистенција и 16 украдених лопти.

### Црвена звезда
После неколико припрема које готово комплетне одрадио са Црвеном звездом, коначно је дочекао своју шансу и заиграо у Црвеној звезди од сезоне 2015/16. Званични деби у Црвеној звезди дочекао је у 2. колу АБА лиге против Будућности 5. октобра 2015. Прве поене постигао је у 4. колу, 8. октобра те године, у победи Звезде над екипом Тајфуна 113:66. Дао је 13 кошева. У првом колу Евролиге, у Комбанк арени, имао је Марко и европски деби. Звезда је славила против Стразбура са 81:59, а он са својих 6 поена дао допринос тој победи. Млади бек је у следећим мечевима од тренера Дејана Радоњића добијао све више минута и користио их све боље. Упамтили су га и у Бајерну коме је у одлучујућој утакмици за пролаз у Топ 16 убацио 16 поена, од тога 9 у последњој четвртини, тројке 3 од 5. Реалу је дао 8 поена у последњој четвртини и имао закуцавање које је дефинитивно одредило победника. Уследиле су запажене партије против Химкија, Цедевите и Уникахе, па против Ефеса у Вршцу (14 поена), па 12 поена Уникахи у гостима. Сјајан учинак га је довео у најужи избор за трофеј Звезда у успону, намењен најбољим играчима до 22 године у Европи. Већ у првој сезони у дресу Црвене звезде освојио је два трофеја, АБА лигу и домаће првенство.

### Фенербахче
Дана 14. јула 2017. потписао је четворогодишњи уговор са турским Фенербахчеом.

## Репрезентација
Био је члан кадетске репрезентације Србије 2011. године.
Након тога био је члан и капитен репрезентације до 20 година која је освојила златну медаљу на Европском првенству 2015. у Италији. Марко је просечно бележио 13,4 поена, 4,1 скок и 2,4 асистенције уз одличан проценат шута за три поена. Уз то постигао је одлучујући кош у финалу против Шпаније којом је репрезентација дошла до златне медаље. Све то је било довољно да заједно са Николом Ребићем буде изабран у најбољу петорку првенства, али и за најкориснијег играча првенства.
За сениорску репрезентацију Србије дебитовао је на Европском првенству 2017. године. Са репрезентацијом Србије је освојио сребрну медаљу на Светском првенству 2023 које је играно у Индонезији, Јапану и на Филипинима.

## Успеси

### Клупски
- Црвена звезда:
  - Првенство Србије (2): 2015/16, 2016/17.
  - Јадранска лига (2): 2015/16, 2016/17.
  - Куп Радивоја Кораћа (1): 2017.
- Фенербахче:
  - Евролига (1): 2024/25.
  - Првенство Турске (3): 2017/18, 2021/22, 2023/24.
  - Куп Турске (3): 2019, 2024, 2025.

### Репрезентативни
- Европско првенство:  2017.
- Светско првенство:  2023.
- Летње олимпијске игре:  2024.
- Европско првенство до 20 година:  2015.

### Појединачни
- Најкориснији играч финала Купа Радивоја Кораћа (1): 2017.
- Најкориснији играч Европског првенства до 20 година (1): 2015.

## Статистика
Напомена: Евролига није једино такмичење у којем је играч учествовао, играо је и у домаћим такмичењима

### Евролига
| Сезона   | Екипа         | ОУ | СУ | МПУ  | ПШ%  | 3П%  | СБ%  | СПУ | АПУ | УПУ | БПУ | ППУ | ИПУ |
| -------- | ------------- | -- | -- | ---- | ---- | ---- | ---- | --- | --- | --- | --- | --- | --- |
| 2015/16. | Црвена звезда | 24 | 1  | 15.6 | .420 | .371 | .810 | 1.5 | 1.4 | .6  | .0  | 7.1 | 5.8 |
| 2016/17. | Црвена звезда | 29 | 4  | 18.8 | .391 | .304 | .859 | 2.1 | 2.1 | .6  | .1  | 7.8 | 6.4 |
| 2017/18. | Фенербахче    | 36 | 17 | 15.6 | .547 | .446 | .875 | 1.6 | 1.9 | .7  | .0  | 6.7 | 7.2 |
| Каријера |               | 89 | 22 | 16,7 | 45,4 | 37,1 | 84,5 | 1,7 | 1,8 | 0,6 | 0,0 | 7,1 | 6,5 |